# Girls, be ambitious! (TRUE KiSS DESTiNATiONの曲)
「Girls, be ambitious!」（ガールズ・ビー・アンビシャス）は、TRUE KiSS DESTiNATiONが1999年5月12日にリリースした2枚目（メジャーデビュー以前から通算すると7枚目）のシングル。

## 内容
フジテレビ系ドラマ『ナオミ』主題歌。
8cmシングル盤とマキシシングル盤が同時にリリースされた。前者には既発のアルバム『TRUE KiSS DESTiNATiON』から「PURE MIND」を、後者にはインディーズ5枚目のシングル「HOW DO YOU THINK?」から「HOW DO YOU THINK? (Funkmaster Flex Main Mix)」（本作では表記は異なるが内容は同一）を収録している。
6月23日にはアナログ盤が発売されている。今作からアナログ盤もメジャーリリースとなった。
マスタリングはトム・コインがノークレジットで参加している。
累計約30万枚を売り上げ、Kiss Destinationの中で最大のヒット作となっている。

## 収録曲

### 8cmシングル盤（AIDT-5045）
| 全作詞・作曲・編曲: 小室哲哉。 |                                         |          |            |      |
| #                              | タイトル                                | 作詞     | 作曲・編曲 | 時間 |
| 1.                             | 「Girls, be ambitious! (Straight Run)」 | 小室哲哉 | 小室哲哉   | 4:13 |
| 2.                             | 「Girls, be ambitious! (Instrumental)」 | 小室哲哉 | 小室哲哉   | 4:13 |
| 3.                             | 「PURE MIND」                           | 小室哲哉 | 小室哲哉   | 5:01 |
| 合計時間:                      | 合計時間:                               | 13:27    |            |      |

### マキシシングル盤（AICT-1077）
| 全作詞・作曲・編曲: 小室哲哉。 |                                                        |          |            |      |
| #                              | タイトル                                               | 作詞     | 作曲・編曲 | 時間 |
| 1.                             | 「Girls, be ambitious! (TETSUYA KOMURO Remix Part Ⅰ)」 | 小室哲哉 | 小室哲哉   | 4:35 |
| 2.                             | 「Girls, be ambitious! (Straight Run)」                | 小室哲哉 | 小室哲哉   | 4:13 |
| 3.                             | 「Girls, be ambitious! (TETSUYA KOMURO Remix Part Ⅱ)」 | 小室哲哉 | 小室哲哉   | 4:38 |
| 4.                             | 「How do you think? (Funkmaster Flex Mix)」            | 小室哲哉 | 小室哲哉   | 4:40 |
| 合計時間:                      | 合計時間:                                              | 18:06    |            |      |

### アナログ盤（AIJT-5025）
| 全作詞・作曲・編曲: 小室哲哉。 |                                                                     |          |            |
| #                              | タイトル                                                            | 作詞     | 作曲・編曲 |
| 1.                             | 「Girls, be ambitious! (TETSUYA KOMURO Remix Part Ⅰ)」              | 小室哲哉 | 小室哲哉   |
| 2.                             | 「Girls, be ambitious! (TETSUYA KOMURO Remix Part Ⅰ Instrumental)」 | 小室哲哉 | 小室哲哉   |

| #  | タイトル                                                            | 作詞 | 作曲・編曲 |
| -- | ------------------------------------------------------------------- | ---- | ---------- |
| 1. | 「Girls, be ambitious! (TETSUYA KOMURO Remix Part Ⅱ)」              |      |            |
| 2. | 「Girls, be ambitious! (TETSUYA KOMURO Remix Part Ⅱ Instrumental)」 |      |            |

## クレジット
- Produced, Performed : 小室哲哉
- Mixed : KEN KESSIE
- Remixed : 小室哲哉 (12cmCD:#1,3)(12inch), Funkmaster Flex & Ill Will (12cmCD:#4)

## 収録アルバム
Girls, be ambitious!
- ナオミ オリジナルサウンドトラック（ボーナス・トラックとして「acoustic piano version」「synth. version」を収録）
- GRAVITY（「album mix」として収録）
- ARIGATO 30 MILLION COPIES -BEST OF TK WORKS-
- TK BOX ～TETSUYA KOMURO HIT HISTORY～
- TETSUYA KOMURO ARCHIVES “T”

PURE MIND
- TRUE KiSS DESTiNATiON

How do you think?
- TRUE KiSS DESTiNATiON（オリジナルバージョン）
- GRAVITY（「gravity mix」として収録）